# 九九式艦上轟炸機
九九式艦上轟炸機為愛知時計電機株式會社（其後成立愛知航空機會社）生產製造的艦載俯衝轟炸機，日軍代號D3A，是日本海軍在太平洋戰爭前半期的最主要機型之一，盟軍代號为瓦尔（Val）。

## 開發
日本帝國海軍在1936年對民間提出「十一試艦上轟炸機」的開發需求，以替換當時剛服役的D1A俯衝轟炸機；在中島航空機、三菱航空機與愛知航空機三家競爭之下，三菱首先放棄競標，後來為愛知與中島兩廠的競爭。
中島的方案為九六式艦上轟炸機的改良型，配備出力更強的光一型發動機；而愛知則找上了德國亨克爾，由日本海軍進口一架He 70飛機民用版，並消化她的技術做為新機的根基，同時亨克爾派遣航空工程師弗雷德·大衛至愛知廠提供技術知識支援。於是愛知的版本與德國飛機就有諸多相同的技術特徵：固定式起落架強化俯衝飛行安定、主翼兩側下方配備空氣煞車襟翼、低單翼設計、加工較複雜但有較優秀飛控表現的橢圓翼型。原型機在1938年出廠，等到中島發現對方使用這類偷吃步達成技術大躍進而請求海軍延長開發時限時為時已晚；雖然愛知版本的十一試艦上轟炸機原型有翼尖失速（tip stall）及飛行時會出現偶然的螺旋狀態，且缺乏升級餘裕，但是在修改部分機體設計後仍勝過當時中島方案。
日本海軍在昭和14年(1939年)12月16日決定由愛知勝出競標，並定名為九九式艦上爆擊機一一型，型號為D3A。九九艦爆原型採用的是中島生產的光一型發動機，但動力潛能不足為不爭事實，量產型在海軍要求下更換為三菱的金星四四型。九九艦爆一一型含量產機合計生產476架。
在1942年，愛知開始改良九九艦爆性能，除了更換出力更大的金星五四型發動機（離地輸出1,300匹馬力）外，並對機體空氣動力構型做出些微修正；1943年服役的改良型稱為九九式艦上爆擊機二二型，編號D3A2。雖然飛行性能略有提高，但航程卻縮減近三分之一；二二型為主要量產型號，包括愛知公司及外包的昭和飛機公司計生產1036架（愛知816、昭和220）。一部分的九九艦爆二二型將後座投彈手的空間改造第二組駕駛操縱裝置，作為教練機使用，該改造版本稱為假稱九九式練習用爆撃機一二型，海軍編號D3A2-K。
雖然九九艦爆性能並不差，也為日軍創造顯赫戰功；但是相比於近似時期誕生，技術更加洗練的SBD無畏式就顯得略差一截，無畏式在相同動力標準下卻有著2-3倍的載彈量(九九艦爆的載彈量370-490公斤，而無畏式則有1,020公斤)、更紮實的防護力、與更優越的機動性，使用固定式起落架的九九艦爆性能則相形失色，兩種定位、尺寸類似的機型卻有著顯著的技術鴻溝，也顯示了美國在當時的技術優勢讓日軍一直陷於苦苦追趕的困境。

## 戰歷

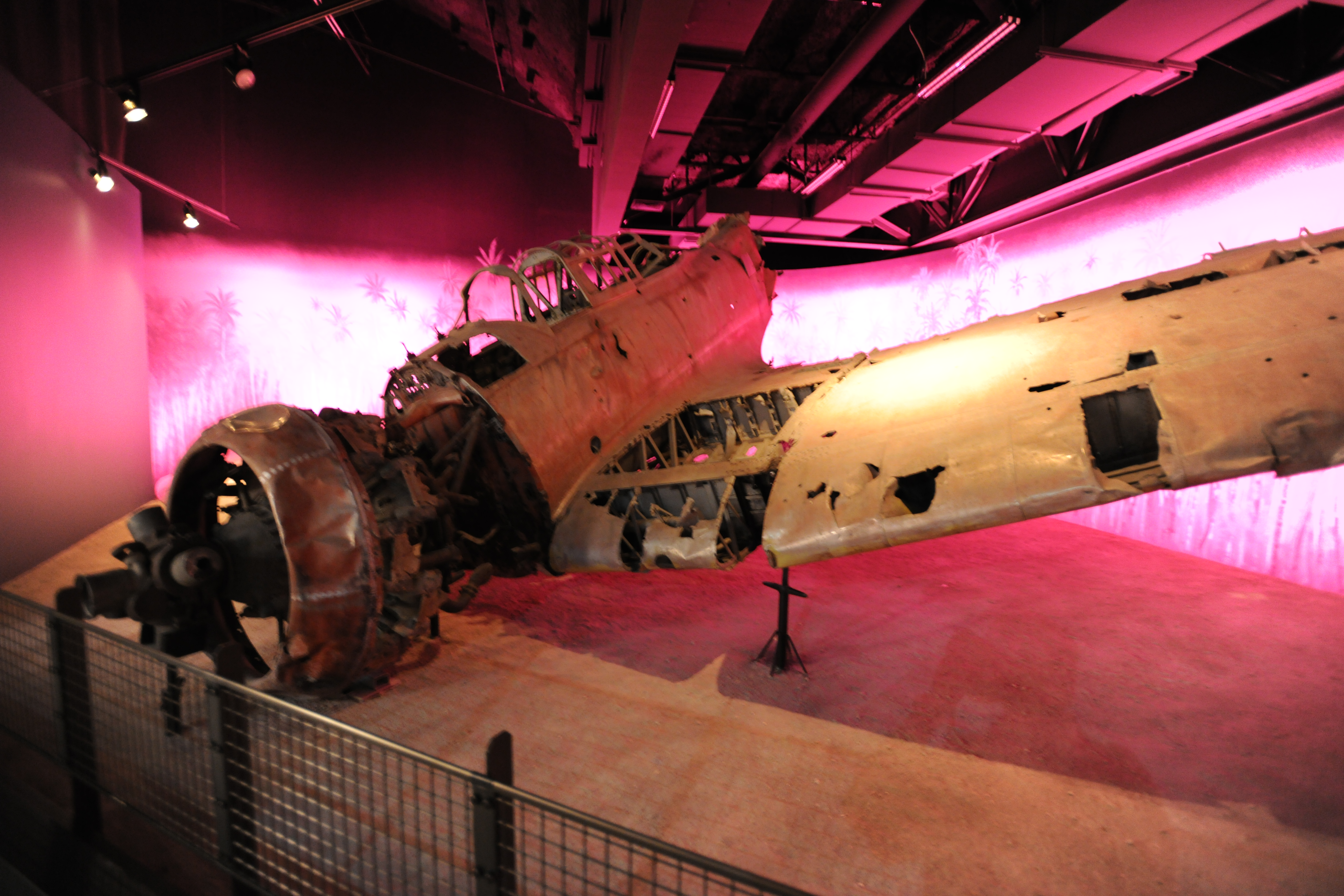
美國太平洋戰爭國家博物館展出的九九艦爆

九九艦爆的處女秀於1939年11月，早於實際官方文書接收時間，第一支獲得九九艦爆的部隊是日本帝國海軍第十四航空隊，當時它們佈署在中國華南沿海廣東省三灶島的第六航空基地，由艦載轟炸機分隊長高橋定所指揮。在桂南會戰中支援日本帝國陸軍佔領廣西省南寧市，並在會戰期間支援日軍轟炸任務。第二支換裝的部隊是日本帝國海軍第十二航空隊在1940年5月運用，換裝後的首次戰役為棗宜會戰，這兩支航空隊在1940年底以前的中國戰場多次進行轟炸任務。
至於九九艦爆在航艦運用的驗收則是在1940年開始，由第一航空戰隊擔負此任務。在1941年主力正規航艦的航空戰隊都已經完成換裝。隨後，九九艦爆隨著航空母艦戰隊在各海上戰場無役不與。
1941年底，九九艦爆隨著第一，第二與第五航空戰隊一起參加了偷襲珍珠港攻擊行動，同時爆發太平洋戰爭，在珍珠港攻擊事件中，九九艦爆的戰績顯赫，當時日本海軍的飛行員皆接受了嚴酷的訓練，所以在飛行員技術純熟、士氣高昂狀況下，停泊在珍珠港內的許多戰艦都成了它俯衝投彈的犧牲品。直到瓜達康納爾戰役之後，日本海軍所擁有的優秀飛行員幾乎所剩無幾，再加上美軍的近接信管問世、波佛斯40高炮大量設置在各式艦艇，以及新式戰鬥機服役抵銷日軍戰機。之後，九九艦爆在空中的優勢也宣告結束；而九九艦爆因缺乏防禦設備，在火網充沛的艦隊近迫防禦下伴隨著極高的折損率，飛行員因此把他以諧音的含意諷刺為「九九式棺材」或「窮窮式艦爆」。
而九九艦爆的後繼機種：空技廠D4Y彗星的研發落後，生產與設計也出現許多問題，以致於戰爭末期，許多僅受過粗淺訓練、毫無實戰經驗的飛行員還是駕著九九艦爆上戰場，成為美軍戰鬥機的標靶，最後只能以神風特攻隊的自殺機作為結尾收場；而九九艦爆因缺乏防禦設備，因此在自殺任務時折損機率更大。在日本戰敗時，上千架產量的九九艦爆只殘存135架。
但九九艦爆仍然保有一個紀錄：二次大戰時期擊沉盟軍最多軍艦的航空機。

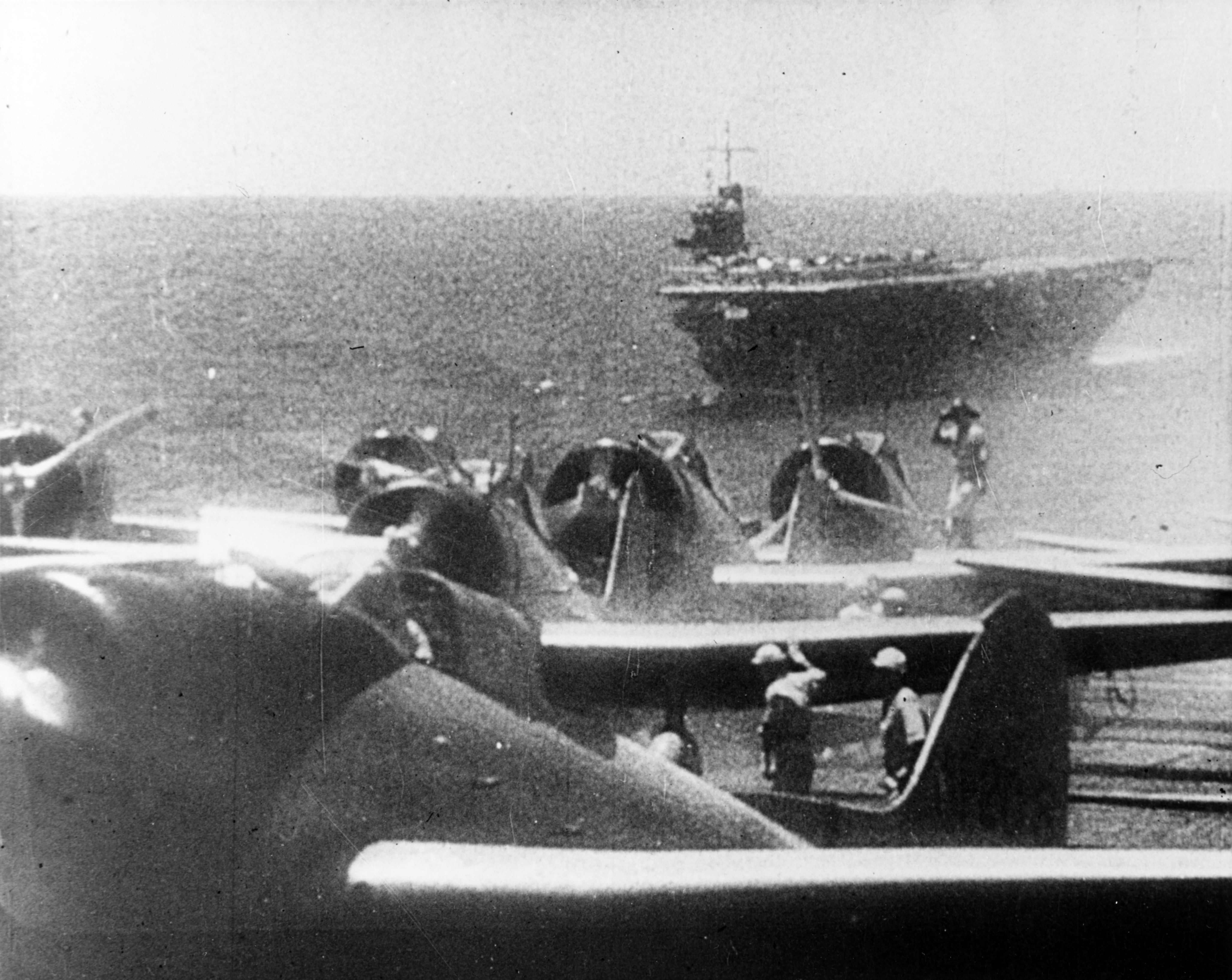
正停泊在航空母艦飛行甲板上準備出擊的九九艦爆，攝於1941年12月7日珍珠港事件前

## 性能諸元
基本性能資料：
| 制式名稱 | 九九式艦上爆撃機一一型                                   | 九九式艦上爆撃機二二型                                   |
| -------- | -------------------------------------------------------- | -------------------------------------------------------- |
| 記號     | D3A1                                                     | D3A2                                                     |
| 搭乘人員 | 2名                                                      | 2名                                                      |
| 全長     | 10.185公尺                                               | 10.231公尺                                               |
| 翼展全寬 | 14.360公尺                                               | 14.365公尺                                               |
| 全高     | 3.348公尺                                                | 3.8公尺                                                  |
| 主翼面積 | 34.970公尺                                               | 34.970公尺                                               |
| 空機重量 | 2,390公斤                                                | 2,750公斤                                                |
| 全備重量 | 3,650公斤                                                | 3,800公斤                                                |
| 發動機   | 三菱金星四四型空冷                                       | 三菱金星五四型空冷・14氣缸                               |
| 出力     | 1,070匹馬力                                              | 1,300匹馬力                                              |
| 最大速度 | 381.5公里/小時（高度2,300公尺）                          | 427.8公里/小時（高度5,650公尺）                          |
| 實用升限 | 8,070公尺                                                | 10,500公尺                                               |
| 續航距離 | 1,472 km                                                 | 1,050 km                                                 |
| 固定武器 | 機首固定7.7mm九七式機槍×2、後方旋回7.7mm九二式防衛機槍×1 | 機首固定7.7mm九七式機槍×2、後方旋回7.7mm九二式防衛機槍×1 |
| 外掛武器 | 機腹：250kg炸彈×1，主翼：60kg炸彈×2                      | 機腹：250kg炸彈×1，主翼：60kg炸彈×2                      |

## 流行文化

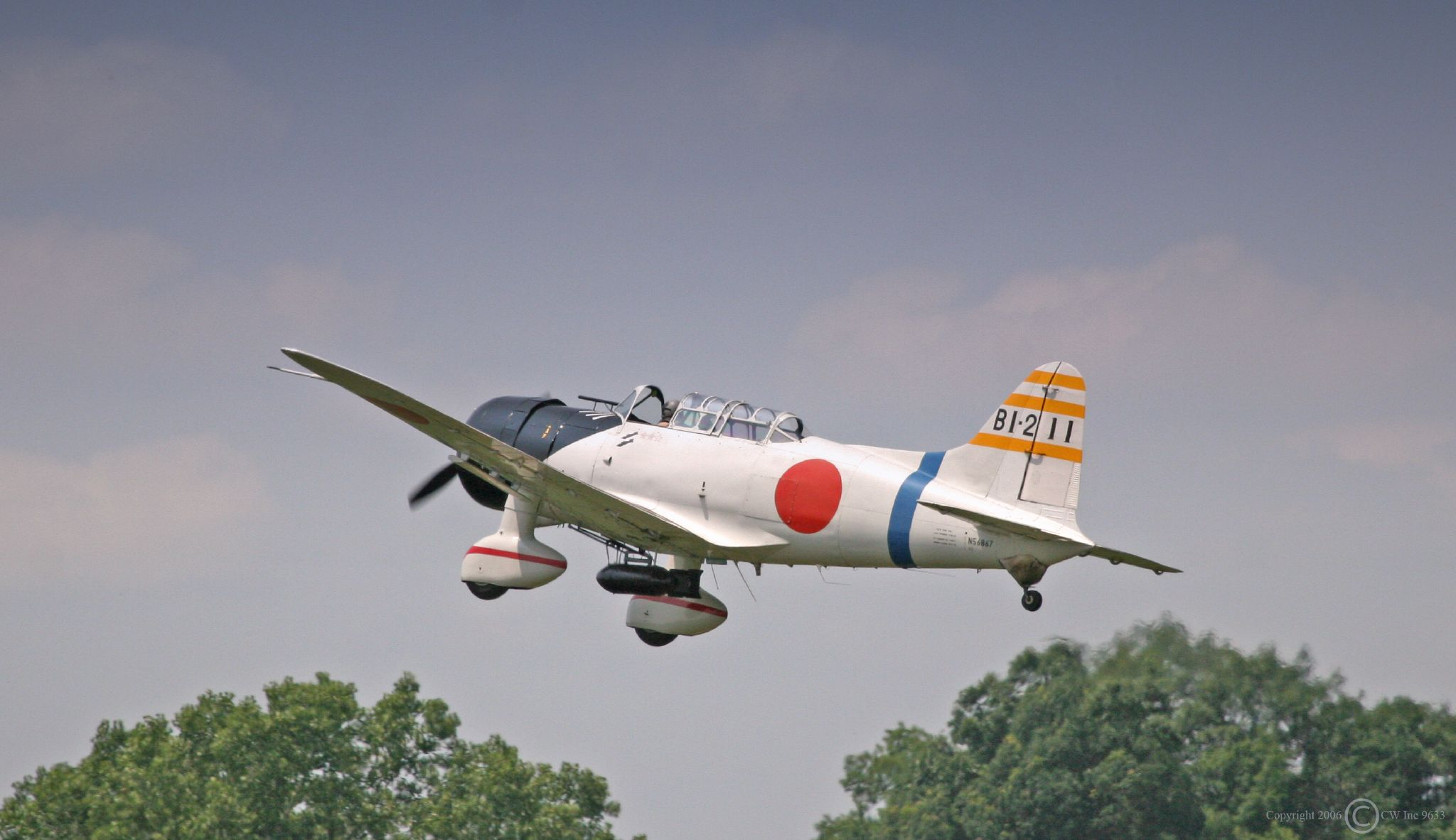
在電影《虎！虎！虎！》中，由經過改裝的BT-13教練機扮演九九式艦上轟炸機

九九式艦上轟炸機在很多以二次大戰太平洋戰爭為題材的電影中出現：
- 虎！虎！虎！
- 中途島海戰（電影）（英语：Midway (1976 film)）
- 珍珠港 (電影)

以上電影的九九式，皆由改裝的美國BT-13教練機扮演。
該機型常見於有關太平洋戰爭的電腦遊戲：
- 戰地風雲1942
- 战争雷霆
- 舰队收藏
- 戰艦世界
- 應徵入伍

## 外部連結
- Aichi D3A（页面存档备份，存于）
- WW2DB：D3A（页面存档备份，存于）
- 亨克爾He 70